# Doug Burden
Doug Burden (né le 29 juillet 1965 à Rutland (Vermont)) est un rameur d'aviron américain.

## Palmarès

### Jeux olympiques
- Séoul 1988
  -  Médaille de bronze en huit
- Barcelone 1992[1]
  -  Médaille d'argent en quatre sans barreur

### Championnats du monde
- Championnats du monde d'aviron 1986
  -  Médaille de bronze
- Championnats du monde d'aviron 1987
  -  Médaille d'or